# Джеймс Харисън (донор)
Джеймс Кристофър Харисън (на английски: James Christopher Harrison), известен като Човекът със златната ръка (Man with the Golden Arm), е австралийски донор на кръвна плазма, чийто необичаен състав на плазмата е спомогнал за разработване на терапия на резус-конфликт (резус-несъвместима бременност). През целия си живот Харисън е направил над 1000 кръводарявания, с които, според оценките, е спасил живота на над 2,4 милиона неродени бебета, които са били с положителен резус фактор при отрицателен резус фактор на майката. На 11 май 2018, той прави последното си, 1173-то даряване, съгласно австралийския закон, който забранавя на хората над 81 години да кръводаряват.

## Биография
Харисън е роден на 27 декември 1936. На 14-годишна възраст му се налага голяма операция на гръдния кош, за която е имал нужда от много кръвопреливане. Осъзнавайки, че дарената кръв е спасила живота му, той се зарича да започне да кръводарява в момента, в който стане на 18, разрешената по закон възраст за кръводарители в Австралия в този момент. Харисън е женен за Барбара Линдбек, друга кръводарителка от родния му град Джуни до смъртта й през 2005 г. Те са живели в Умина Бийч, Нов Южен Уелс, на около 500 км (310 мили) от родния им град. 
Започва да дарява през 1954 година и още след първите няколко пъти лекарите установяват, че в кръвта на Харисън има необичайно силни и устойчиви антитела срещу антигена D. Откритието на тези антитела води до разработването на имуноглобулин-базирани продукти, които предпазват от хемолитична болест на плода и новороденото. Тези лекарства с високо съдържание на анти-D антитела се дават на бременни с отрицателен резус фактор, чийто плод е с положителен или неизвестен Rh(D) по време и след бремеността, за да се предотврати създаването на антитела към Rh(D) положителния плод и да настъпи имунологична несъвместимост между него и майката.
Благодарение на кръвната плазма на Харисън е разработен комерсиално Анти-D имуноглобулинът, известен като RhoGAM. С даряваната от Харисън кръв в рамките на 64 години се оценява, че са спасени над 2,4 милиона неродени бебета и техните майки, включително и собствената му дъщеря Трейси, която също е третирана с антителата му. Изследването за изкуствено синтезиране на антитела, които отговарят на тези, които тялото на Харисън произвежда естествено, е наречено „Джеймс в буркан“ (James in a Jar).
На 7 юни 1999 година, Харисън е удостоен с Ордена на Австралия. Номиниран е за Австралиец на годината.
През 2007 година, Харисън се изказва критично по повод плановете на Австралия да отвори за чужди корпорации даряването на плазма, тъй като смята, че това ще обезкуражи доброволното кръводаряване. Заради това му становище Австралия ревизира в тази си част споразумението си свободна търговия със Съединените щати.
Тъй като, за разлика от даряването на кръв, даряването на кръвна плазма може да се прави на всеки две седмици, Харисън достига хилядното си даряване през май 2011 година. Така в рамките на 57 години усреднено се оказва че е дарявал веднъж на всеки три седмици. Коментирайки рекорда си, Харисън заявява „Мога да кажа, че това е единственият рекорд, който се надявам да бъде подобрен, защото това би означавало, че някой е направил хиляда кръводарявания“.
Харисън почина в съня си в старчески дом в Умина Бийч на 17 февруари 2025 г., като към тази дата той е 88 години.